# Asplenium subintegrum
Asplenium subintegrum är en svartbräkenväxtart som beskrevs av Carl Frederik Albert Christensen. Asplenium subintegrum ingår i släktet Asplenium och familjen Aspleniaceae. Inga underarter finns listade.